# 4948 Hideonishimura
4948 Hideonishimura eller 1988 VF1 är en asteroid i huvudbältet som upptäcktes den 3 november 1988 av Nihondaira-observatoriet i Japan. Den är uppkallad efter Hideo Nishimura.
Asteroiden har en diameter på ungefär 3 kilometer.